# روبرت إبراهام
روبرت إبراهام (بالإنجليزية: Robert Abraham)‏ هو لاعب كرة قدم أمريكية أمريكي، ولد في 13 يوليو 1960 في ميرتل بيتش في الولايات المتحدة.